# The Imitation Game – Ein streng geheimes Leben
The Imitation Game (englisch für ‚Das Imitationsspiel‘) des Regisseurs Morten Tyldum ist eine dramatisierte Filmbiografie über den britischen Logiker, Mathematiker, Kryptoanalytiker und Informatiker Alan Turing. Die Hauptrollen spielen Benedict Cumberbatch und Keira Knightley. Das Drehbuch schrieb Graham Moore unter Benutzung der Biographie Alan Turing – Enigma von Andrew Hodges, wobei Moore sich die Freiheit nahm, sich weit von der historischen Realität zu entfernen, und viele Fakten verdreht oder dramatisch überhöht darstellt.
Der Film feierte beim 41. Telluride Film Festival am 29. August 2014 Weltpremiere und wurde auch im September beim 39. Toronto International Film Festival gezeigt, wo er den Publikumspreis für den besten Spielfilm gewann. Die Europapremiere war am 8. Oktober 2014 beim London Film Festival. In Deutschland kam der Film am 22. Januar 2015 in die Kinos. 2015 wurde er mit dem Oscar für das beste adaptierte Drehbuch ausgezeichnet.

## Handlung

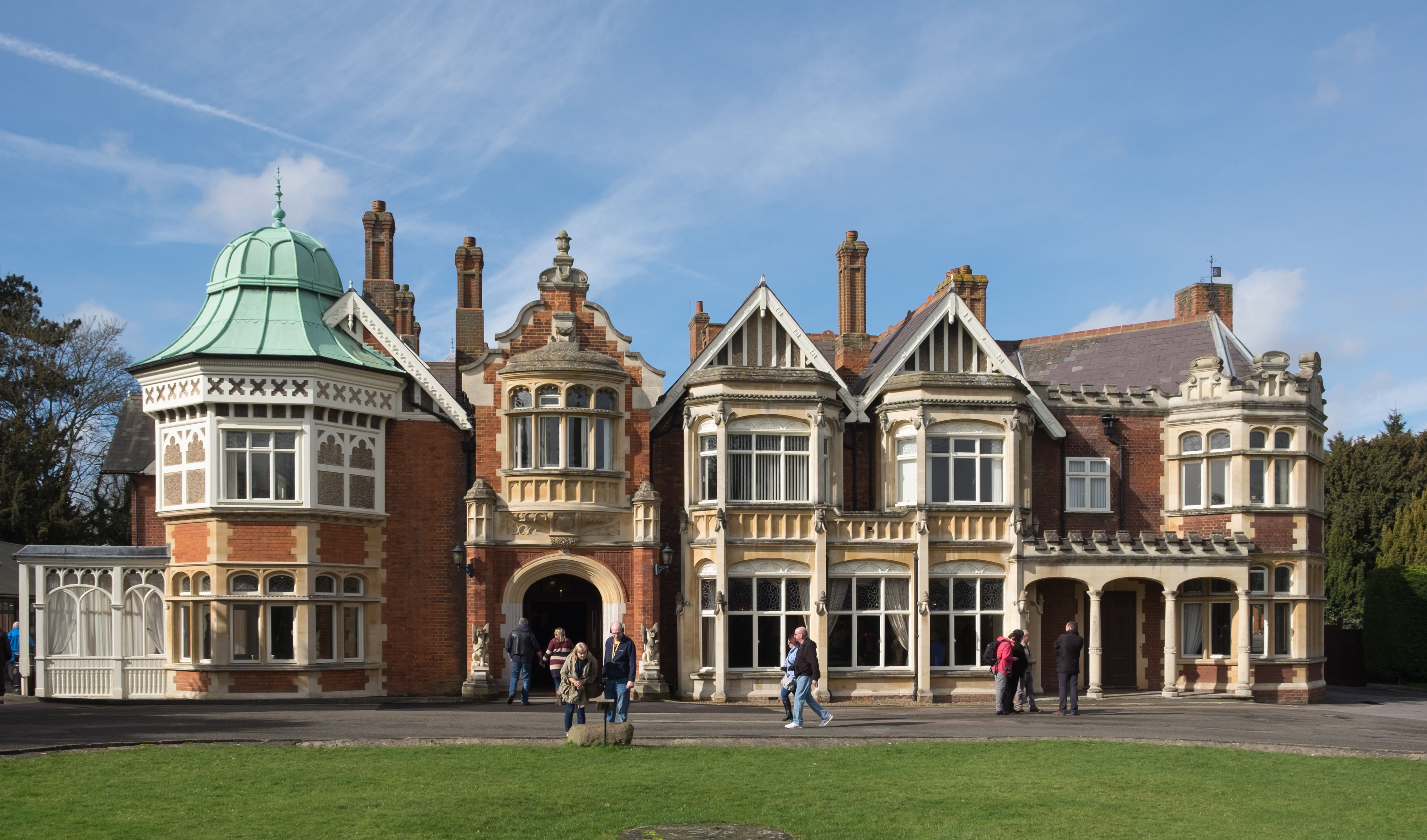
Das Herrenhaus (engl. the mansion) von Bletchley Park war die Zentrale der britischen Codeknacker und ist heute ein Museum.

Der Film besteht aus drei ineinander verwobenen Handlungssträngen, die wichtige Abschnitte im Leben Alan Turings darstellen. Diese sind – anders als im Film – hier chronologisch angegeben:

### 1928
Alan Turing ist ein introvertierter Junge, der von seinen Schulkameraden aufgrund seiner Andersartigkeit gemobbt wird. Nur sein Freund Christopher steht zu ihm. Sie tauschen im Mathematikunterricht untereinander verschlüsselte Botschaften aus. Alan beginnt, sich in Christopher zu verlieben. Als er ihm nach den Ferien seine Liebe offenbaren möchte, erfährt er, dass Christopher an Tuberkulose gestorben ist.

### 1939–1941

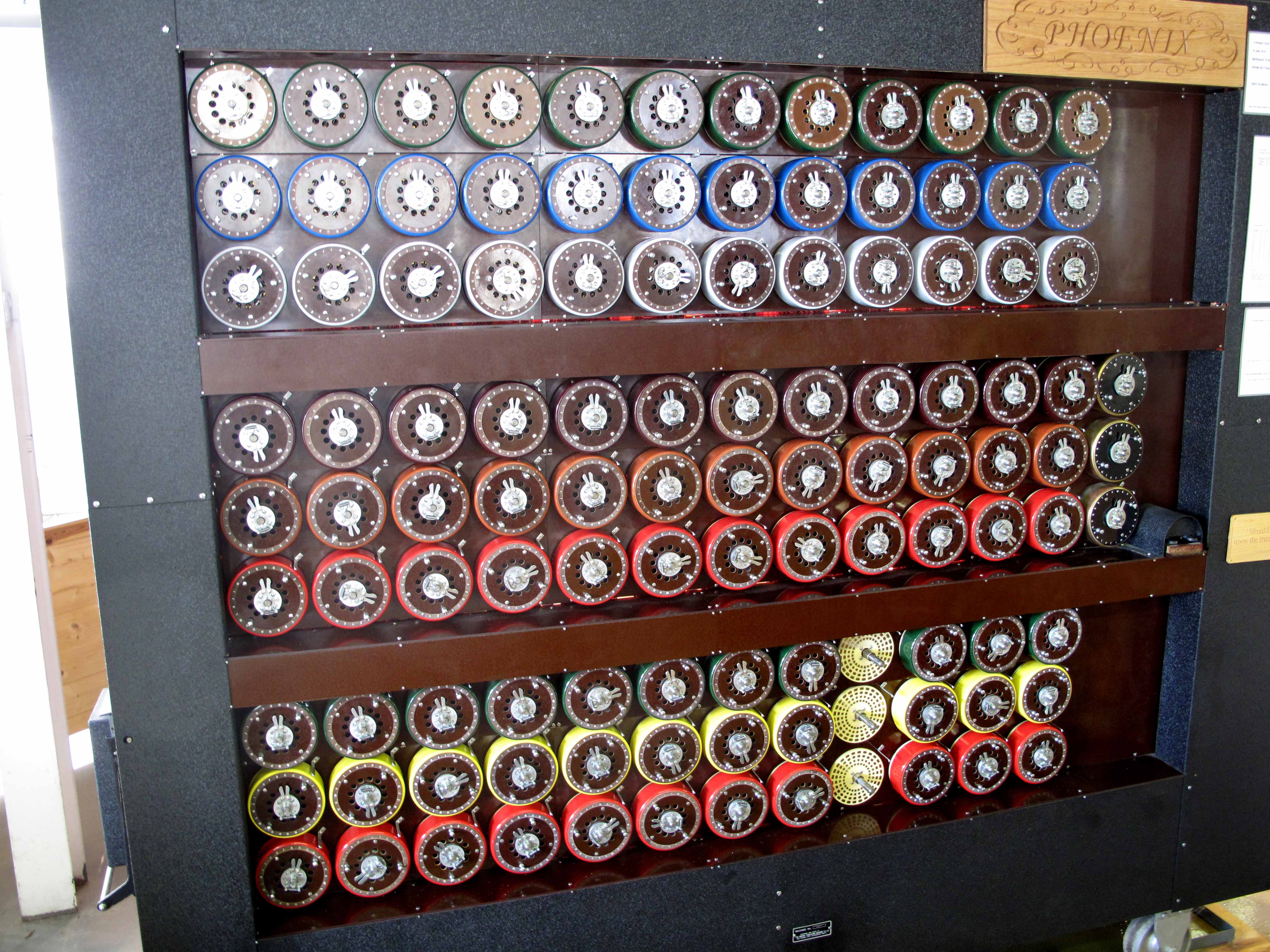
Die nachgebaute Turing-Bombe, im Film „Christopher“ genannt

Nach Beginn der Kriegshandlungen zwischen Deutschland und Großbritannien bewirbt sich Turing um eine Stelle an der Government Code and Cypher School (GC&CC) in Bletchley Park (BP). Im Vorstellungsgespräch mit Commander Alastair Denniston macht er zwar wegen Arroganz und sozialer Inkompetenz einen negativen Eindruck, kann aber Denniston überzeugen, ihn einzustellen. Zusammen mit Hugh Alexander, John Cairncross, Peter Hilton, Keith Furman und Charles Richards soll er die durch die Enigma verschlüsselten Nachrichten der deutschen Armee „knacken“.
Schnell entwickelt Turing die Idee, eine kryptanalytische Maschine zu bauen, um den sich täglich ändernden Schlüssel schneller herauszufinden. Bei seinen Vorgesetzten findet er dafür keine Unterstützung, weshalb er sich an Winston Churchill wendet, der ihn daraufhin als Leiter des Teams einsetzt.
Turing kündigt Furman und Richards und stellt dafür Joan Clarke und einen weiteren Mitarbeiter ein. Zu Joan Clarke baut er während seiner Arbeit eine Freundschaft auf. Da Clarkes Eltern sie drängen, sich zu verloben, macht Turing ihr einen Heiratsantrag, damit sie weiter an dem Projekt arbeiten kann.
Turing stellt seine elektromechanische „Knackmaschine“ (Turing-Bombe, im Film von ihm „Christopher“ genannt) fertig; sie arbeitet aber zu langsam, um die deutschen Kryptogramme brechen zu können. Commander Alastair Denniston gibt dem Team eine Frist von einem Monat, in der es Fortschritte vorweisen solle; anderenfalls will er das Projekt stoppen. Als eine Kollegin einer anderen Abteilung bei einem Flirt mit Hugh Alexander erwähnt, dass ihr deutsches Gegenüber seine Funksprüche immer gleich einleitet, hat Turing die entscheidende Idee. Da zu Beginn jedes Tages ein Wetterbericht verschlüsselt gesendet wird, der stets mit denselben Worten beginnt und endet, kann das Team den Suchraum für die Maschine erheblich einschränken, und es gelingt endlich, den Code zu knacken.
Trotz des Erfolges werden einige der nun bekannten deutschen Angriffspläne nicht weitergeleitet und Verluste auf Seiten der Alliierten in Kauf genommen, da Turing und sein Team befürchten, die Deutschen würden ansonsten erkennen, dass die Enigma kompromittiert ist, und ihre Verfahren oder gar das System ändern.
Turing offenbart seiner Verlobten Joan Clarke seine Homosexualität. Als diese trotzdem mit ihm zusammenbleiben will, weist er sie zurück.

### 1951
Bei Turing zu Hause wird eingebrochen. Da er bei der Polizei angibt, dass nichts gestohlen worden sei, und die Polizisten wegschickt, schöpft ein Beamter Verdacht, er könnte ein Agent des russischen Geheimdienstes sein. Bei den Ermittlungen in diese Richtung kommt nun per Zufall heraus, dass Turing homosexuell ist. Er wird wegen „grober Unzucht und sexueller Perversion“ verurteilt und vor die Wahl gestellt, für zwei Jahre ins Gefängnis zu gehen oder sich einer Hormontherapie zu unterziehen. Da er im Gefängnis seiner Arbeit nicht nachgehen kann, entscheidet er sich für die mit starken Nebenwirkungen verbundene Hormontherapie. Bei einem Besuch seiner ehemaligen Verlobten Joan Clarke erleidet er einen emotionalen Zusammenbruch. Turings Suizid mit 41 Jahren wird in einem Text vor dem Abspann erwähnt.
Das „Verhör“ mit Detective Nock, in dem Turing ihm seine geheime Tätigkeit im Zweiten Weltkrieg erzählt, stellt die Rahmenhandlung des Films dar.

## Entstehung
Die Dreharbeiten begannen am 15. September 2013 in England. Zu den Drehorten gehörten Turings alte Schule Sherborne sowie Bletchley Park, wo er und seine Kollegen im Krieg arbeiteten. Gedreht wurde in den englischen Orten Nettlebed in Oxfordshire und Chesham in Buckinghamshire. Weitere Drehorte waren Bicester Airfield und das Law Society Building in der Londoner Chancery Lane. Die Dreharbeiten wurden am 30. November 2013 beendet.

## Synchronisation
Der Film wurde bei der Film- & Fernseh-Synchron in München vertont. Benedikt Rabanus schrieb das Dialogbuch und führte die Dialogregie.
| Figur                     | Darsteller           | Deutscher Sprecher      |
| ------------------------- | -------------------- | ----------------------- |
| Alan Turing               | Benedict Cumberbatch | Tommy Morgenstern       |
| Joan Clarke               | Keira Knightley      | Dascha Lehmann          |
| Hugh Alexander            | Matthew Goode        | Norman Matt             |
| Maj. Gen. Stewart Menzies | Mark Strong          | Tom Vogt                |
| Alastair Denniston        | Charles Dance        | Leon Rainer             |
| John Cairncross           | Allen Leech          | Louis Friedemann Thiele |
| Peter Hilton              | Matthew Beard        | Tim Schwarzmaier        |
| Detective Robert Nock     | Rory Kinnear         | Patrick Schröder        |
| junger Turing             | Alex Lawther         | Tobias John von Freyend |
| Christopher Morcom        | Jack Bannon          | Tobias Kern             |
| Helen                     | Tuppence Middleton   | Marieke Oeffinger       |
| Jack Good                 | James Northcote      | Karim El Kammouchi      |
| Superintendent Smith      | Steven Waddington    | Matthias Klie           |

## Rezeption

### Kritik
The Imitation Game erhielt ein gutes Presseecho, was sich auch in den Auswertungen US-amerikanischer Aggregatoren widerspiegelt. So erfasst Rotten Tomatoes größtenteils positive Besprechungen und ordnet den Film dementsprechend als „Zertifiziert Frisch“ ein. Laut Metacritic fallen die Bewertungen im Mittel „Grundsätzlich Wohlwollend“ aus.
Kai Mihm von epd Film vergab 4 von 5 Sternen. Der Film sei gut geschrieben, spannend inszeniert und gewinne „durch die Verschachtelung dreier Zeitebenen […] erzählerische Finesse“. Zudem bereite „Benedict Cumberbatch […] in der Hauptrolle großes Vergnügen“. Dabei sei The Imitation Game „mehr als ein Biopic“, da Graham Moore und Morten Tyldum „aus Turings Schicksal einen Themenkomplex“ entwickelten, „der über die reine Nacherzählung eines Lebens“ hinausweise. Beinahe beiläufig werde gemäß dem Titel „das Porträt einer Welt“ gezeichnet, „in der fast alles auf Schein und Spiel, Trug und Mimikry“ basiere.

### Historischer Wahrheitsgehalt
Die britische Historikerin Alex von Tunzelmann beschuldigt den Film der „üblen Nachrede“ in Bezug auf Turing und weist eine Reihe von historischen Falschdarstellungen nach. Ihr schwerster Vorwurf ist die historisch nicht korrekte Platzierung von John Cairncross als Spion der UdSSR in Turings Team in Bletchley Park. Der Turing-Biograf Andrew Hodges hält es für „aberwitzig“, dass die beiden Personen unter den Arbeits- und Sicherheitsbedingungen in Bletchley Park zusammentrafen. Der Film stellt es jedoch so dar, als hätte es eine Übereinkunft zwischen Turing und Cairncross gegeben, das Geheimnis des jeweils anderen nicht zu verraten. Damit wird Turing als ebenfalls des Landesverrats schuldig dargestellt, da er einen Spion deckt. Dieser Darstellung widerspricht Tunzelmann energisch als „falsch“ und „ehrenrührig“. Ein Handlungsstrang des Films baut auf dieser Konstruktion auf, da er die Untersuchung Turings durch die Polizei, die zu seiner Anklage und Verurteilung wegen Homosexualität führte, als durch den Spionageverdacht gegen Turing motiviert darstellt. Historisch korrekt sei aber, dass die Polizei niemals mit diesem Motiv ermittelte, sondern Turing selbst es gewesen sei, der den Verdacht auf sein Privatleben lenkte, als er eine polizeiliche Aussage nach einem Diebstahl nachträglich abändern ließ. Der Film stellt auch technische Dinge fehlerhaft dar, unter anderem den Gebrauch von Tipp-Ex, da entsprechende Produkte nicht vor 1956 auf den Markt kamen und Tipp-Ex selbst erst seit 1959 verkauft wird. Insgesamt stuft Tunzelmann den Film aufgrund seiner Fehler, die auf der Darstellung Turings als Landesverräter basieren, als „nicht tragbar“ ein.
Im Film wird sogar durch eine launige Bemerkung Menzies’ unterstellt, die Leitung des MI6 selbst sei über Cairncross’ Rolle als Doppelagent im Bild gewesen und habe diesen bewusst dazu benutzt, den Sowjets gewisse Informationen zuzuspielen, denn Churchill sei so paranoid gewesen, dass er diesen jegliche Information verweigern wollte. Für diese Unterstellung gibt es keinen öffentlich bekannten Hinweis, aber durch eine derartige Konstruktion wird Turings angeblicher „Verrat“ relativiert.
Auch die Darstellung Turings als ausgeprägt autistische Persönlichkeit wird stark in Zweifel gezogen. Freunde und Angehörige haben ihn als kontaktfähig und humorvoll geschildert, so dass man annehmen muss, dass dieser Aspekt eine klischeehafte Übertreibung des Drehbuchautors ist.
Als ersten Erfolg kann Turings Team die Positionen von U-Booten ermitteln, die im Begriff sind, einen Konvoi anzugreifen. Turing unternimmt nichts, weil sonst die Deutschen herausfinden könnten, dass die Enigma gebrochen ist. Zwar wendeten die Briten tatsächlich Strategien an, um zu verschleiern, dass sie den Enigma-Code geknackt hatten. Eine so weitreichende Entscheidung zu treffen, oblag aber nicht den Kryptoanalytikern, sondern sie lag in der Verantwortung der Admiralität und des Premierministers.

### Auszeichnungen und Nominierungen
- Oscar – Der Film erhielt einen Oscar in der Kategorie Bestes adaptiertes Drehbuch. Weitere sieben Nominierungen gab es in den Kategorien: Bester Film, Beste Regie, Bester Hauptdarsteller (Benedict Cumberbatch), Beste Nebendarstellerin (Keira Knightley), Bestes Szenenbild, Beste Filmmusik und Bester Schnitt.
- Golden Globe Award – Der Film erhielt fünf Nominierungen in den Kategorien: Bester Film – Drama, Bester Hauptdarsteller – Drama (Benedict Cumberbatch), Beste Nebendarstellerin (Keira Knightley), Bestes Filmdrehbuch und Beste Filmmusik.
- BAFTA Award – Der Film erhielt neun Nominierungen in den Kategorien: Bester Film, Bester britischer Film, Bester Hauptdarsteller (Benedict Cumberbatch), Beste Nebendarstellerin (Keira Knightley), Bestes adaptiertes Drehbuch, Bestes Szenenbild, Bestes Kostümdesign, Bester Schnitt und Bester Ton.
- Screen Actors Guild Award – Der Film erhielt drei Nominierungen in den Kategorien: Bester Hauptdarsteller (Benedict Cumberbatch), Beste Nebendarstellerin (Keira Knightley) und Bestes Schauspielensemble.